# 文凭
文憑（英語：Diploma）是一種具有特殊技能的學歷資格。

## 各地文凭

### 香港
在香港，专业文凭其等級上等同於副學士或高級文憑課程，科目較少，但內容較深入，是工作經驗較多的人修讀、主要屬於資歷架構第四級，少數屬於第五級。入學資格一般為中學會考五科合格或中七程度，加上在行業內兩年以上經驗。

### 英国
在英國，專業文憑被認定是一種具有學術理論訓練的專業技能資格，屬於職業技能的高級專業證書。在過去或現在的英屬國家地區，目前仍有許多專業組織（學會、協會）在各種職業技能上的培訓課程採用職業專業文憑的訓練方式，即以職業技能學科、術科課程搭配學術倫理的考核。職業技術專業證書與職業專業文憑的差異在於，專業文憑的訓練過程被要求具有一定學術理論的能力。因此，專業文憑也被許多教育機構視為等同副學士資格或可銜接正式學士學位的繼續進修教育。

### 法国
在歐洲地區，專業文憑常見於藝術類高等教育院校，以法國為例，法國藝術類高等教育包羅多項專業領域，公私立校院皆有，規模大小不一，隸屬不同部會監管，相較於法國大學學制顯得較為複雜。一般藝術類校院大致分為隸屬法國文化部監管者，此佔絕大部分，也有隸屬高等教育暨研究部或地方政府監管者，例如考古學及文化管理等學門係於大學修習，另尚有其他藝術類專業教育則由私立學校負責。
依據法國文化部新修訂，包括建築與景觀、視覺造型藝術、表演藝術(音樂、舞蹈、戲劇)、電影與視聽、博物資產等五大領域，共一百餘所文化部認可校院及少數其他部會認可校院。其中大部份藝術文憑均經國家專業證書認證委員會(CNCP)認證，認定其專業證書或文憑所相當之大學學制同等學力。藝術類校院培育藝術文化專業技術人才，所核發之文憑或證書不同於大學體制之學士、碩士、博士學位文憑，而是由國家專業證書認證委員會(CNCP)認證，認定其專業證書或文憑所相當之大學學制同等學力。